# Université Tzu Chi
L’Université Tzu Chi (chinois traditionnel : 慈濟大學) a été créée en 1994, à Hualien (Taïwan).